# Ethmostigmus spinosus
Ethmostigmus spinosus är en mångfotingart. Ethmostigmus spinosus ingår i släktet Ethmostigmus och familjen Scolopendridae. Utöver nominatformen finns också underarten E. s. nannus.